# Вустерхаузен (Досе)
Вустерхаузен (њем. Wusterhausen/Dosse) град је у њемачкој савезној држави Бранденбург. Једно је од 23 општинска средишта округа Остпригниц-Рупин. Према процјени из 2010. у граду је живјело 6.378 становника. Посједује регионалну шифру (AGS) 12068477.

## Географски и демографски подаци
Вустерхаузен се налази у савезној држави Бранденбург у округу Остпригниц-Рупин. Град се налази на надморској висини од 33 метра. Површина општине износи 195,4 km². У самом граду је, према процјени из 2010. године, живјело 6.378 становника. Просјечна густина становништва износи 33 становника/km².